# Castillo de Ciutadilla
El castillo de Ciutadilla es una antigua fortaleza medieval del siglo XI con elementos posteriores románicos y góticos, transformada en el siglo XVI en palacio renacentista y que subsistió hasta 1835.

## Historia
La primera referencia escrita es del 30 de septiembre de 1029, cuando una sentencia arbitral habla de las murallas del castillo y dice que el señor Jurisdiccional es Guerau de Guimerà.
En el siglo XVI, Gispert de Guimerà, convierte el antiguo castillo militar en un palacio renacentista, levantando además la torre del homenaje, que da fisonomía al castillo y al pueblo.
Ramón de Guimerà, señor de Ciutadilla, se convirtió en 1640 plenipotenciario de la Diputación General, para concertar una ayuda militar con Francia para hacer frente a Castilla.

## Arquitectura
En la parte derecha del portal de entrada al castillo se levanta una magnífica torre del homenaje cuadrangular de siete plantas, con matacán y ventanal renacentista las superiores, que aún hoy día son exponente, con los restos que quedan en pie, de lo que fue este magnífico castillo.
El patio interior de forma trapezoidal tiene en su parte norte una gran escalera que hasta inicios de siglo disponía de una galería superior con una magnífica columnata.
Abandonado a las inclemencias del tiempo, en 1908, comienza a derribarse una parte del edificio para ir cediendo poco a poco la mayoría de los elementos arquitectónicos, ayudado por el vandalismo.
A finales del siglo XX comenzaron las obras de una mínima restauración para detener la total degradación.

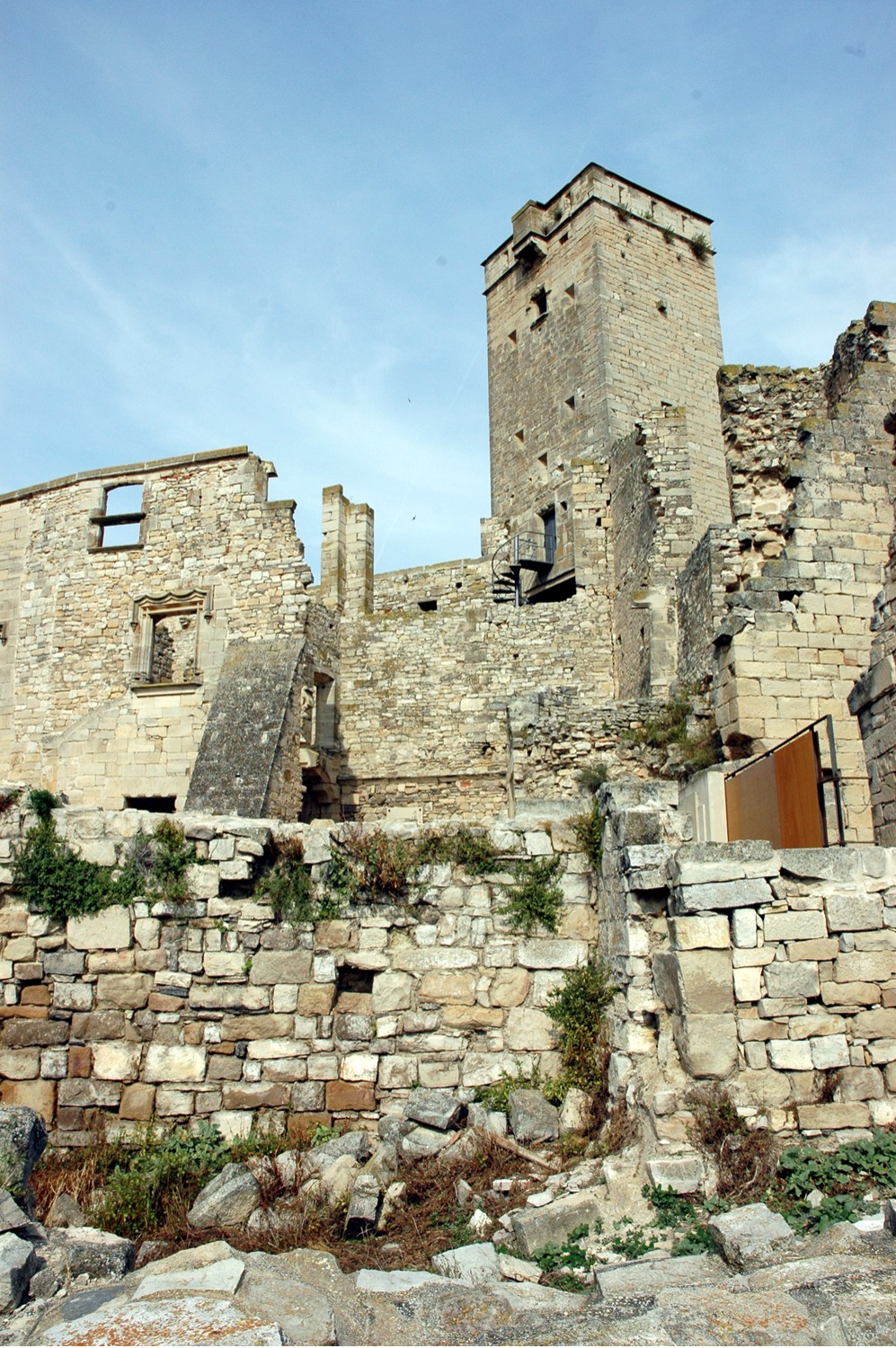
El castillo en reformas
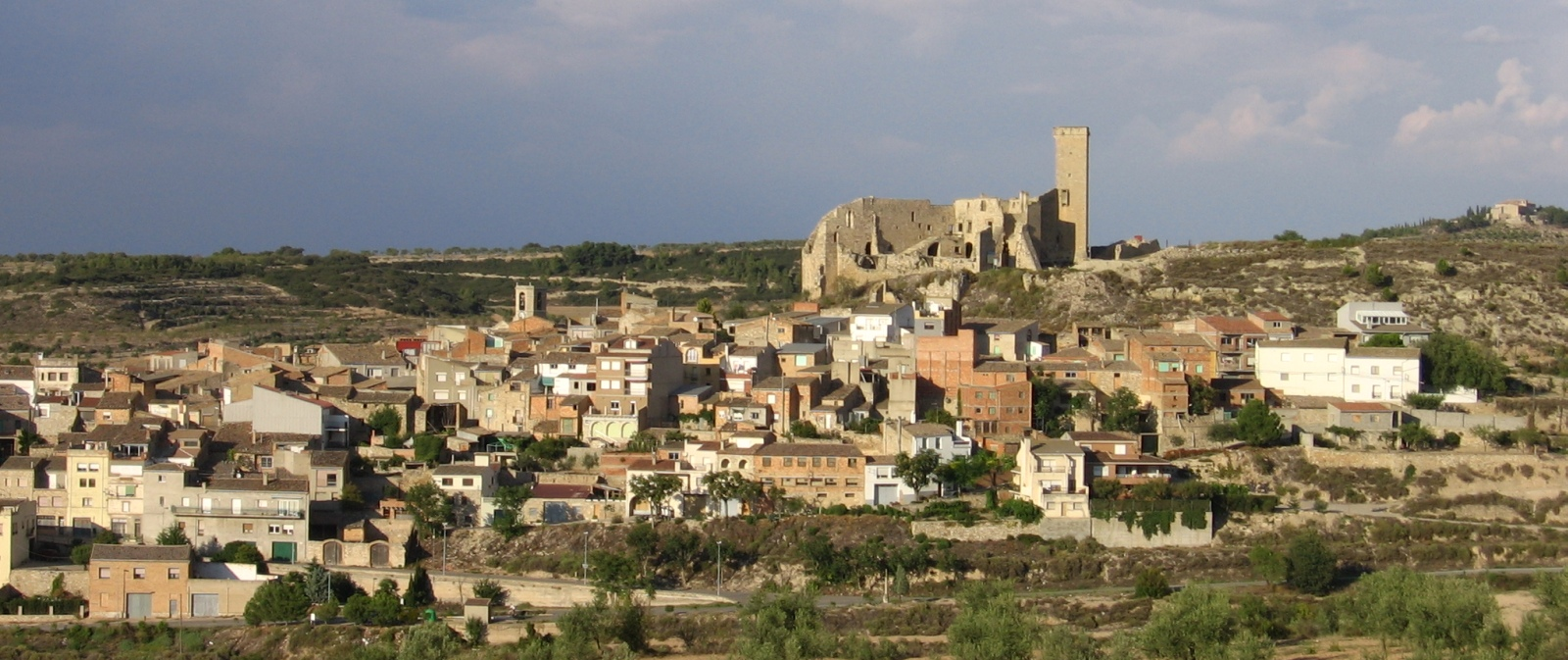
Vista general